# 希望錦標
希望錦標（日语：ホープフルステークス）是日本中央競馬會（JRA）在中山競馬場舉辦供2歲雄馬及雌馬競逐的國際一級賽（GI），途程為草地2000米。

## 概述
此賽前身為1984年創辦的“短波電台盃三歲牝馬錦標”。 在1991年更名為“短波電台盃三歲馬錦標”，在2001年因國際馬齡顯示標準的變化更名為“短波電台盃兩歲馬錦標”。在2006年配合贊助商日經廣播電台的品牌變更，此賽更名為“日經電台盃兩歲馬錦標”。
日本賽馬近年開始加強對2歲馬開展競賽生涯，為2歲馬舉辦的賽事途程日趨多元化，尤其中距離賽事的提昇效果顯著。因此在2013年前在阪神競馬場草地2000米舉辦的國際三級賽“日經電台盃兩歲馬錦標”，從2014年起升格為國際二級賽，並改於中山競馬場草地2000米舉行，將其定位為2歲中距離的頂級賽事。
2017年1月，此賽獲升格為國際一級賽（GI），與JRA舉辦的另兩場2歲馬國際一級賽同在12月舉行。

### 出賽條件
參賽資格：2歲純種雄馬及雌馬（最大出賽馬匹數量：16匹）
- JRA所屬馬
- 地方競馬所屬馬（僅限符合特定資格的馬匹）
- 外國訓練馬（優先出賽）
- 閹馬（已去勢的雄馬）不能參賽

負磅：分齡讓磅（55公斤，雌馬受讓1公斤）

#### 優先出賽權
- 外國訓練馬
- 於下表任何一項賽事中跑獲特定名次的地方競馬所屬馬

| 賽事名稱           | 級別 | 馬場       | 途程       | 特定名次  |
| ------------------ | ---- | ---------- | ---------- | --------- |
| 東京體育盃兩歲錦標 | GII  | 東京競馬場 | 草地1800米 | 首2名以內 |
| 京都兩歲錦標       | GIII | 京都競馬場 | 草地2000米 | 首2名以內 |

除了上述之外，在 JRA 2歲分級賽中獲勝的地方競馬所屬馬也可獲優先出賽權。

## 歷史

### 關東及關西的「三歲牝馬錦標」
於1984年成立的“短波電台盃三歲牝馬錦標”，途程與櫻花賞相同，皆在阪神競馬場的草地1600米上舉行。
當時是3歲馬（現在2歲）賽事中最高等級的GI賽事，分別為關東的“朝日盃三歲馬錦標”和關西的“阪神三歲馬錦標”。日本的3歲的馬將根據牠們的訓練中心分為關東和關西，並爭奪冠軍。兩項賽事均接受雄馬及雌馬參與，但雌馬獲勝的情況並不常見。
随着1984年引入分級制後，關東和關西地區分別創立了僅供3歲雌馬的賽事。在關東地區成立了“東京電視台賞三歲牝馬錦標”，在關西地區成立了“短波電台盃三歲牝馬錦標”。當時，這兩項賽事常被省略贊助稱為“三歲牝馬錦標”，為區別它們所以分別稱為“三歲牝馬錦標（東）”和“三歲牝馬錦標（西）”。

### 1991年整编 — 雄馬賽事和增程
1991年，對3歲分級賽進行了重大改動，取消了以往的關東和關西地區冠軍，而改設區分了雄馬和雌馬的賽事。
於是，“朝日盃三歲馬錦標”改為只供雄馬及閹馬參與的賽事，而“阪神三歲馬錦標”更名為“阪神三歲牝馬錦標”，定位為三歲冠軍雌馬賽事。
此賽也從原來的雌馬限制賽改成只供雄馬及閹馬限制賽，途程增至2000米，名稱則改為“短波電台盃三歲馬錦標”。

### 賽事名稱的變更
2001年，因國際馬齡顯示標準的變化更名為“短波電台盃兩歲馬錦標”。
2004年，在贊助商日本短波電台的品牌變更後，此賽名稱從2006年更改為“日經電台盃兩歲馬錦標”。

### 兩歲賽事的改革
2014年開始，擴大2歲馬的中長距離賽事，此賽移師中山競馬場，並更名為“希望錦標”。
最初宣布這一改革時，是從“日經電台盃兩歲馬錦標”繼承了國際三級賽的評級，後來宣布獲同時升格為國際二級賽。

### 出賽條件的變化
此賽原是雌馬限制賽，但從1991年開始改為雄馬及閹馬限制賽。從2000年開始，雌馬可以重新參與，而閹馬從2014年更名為“希望錦標”後就不能參賽。
其他變化包括1993年起被列為混合競走，外國產馬可以參賽。1996年起，列為指定交流競走，符合指定條件的地方競馬所屬馬匹可以參賽。從2010年開始，更開放為國際賽事，允許外國訓練馬參賽。

### 升格為國際一級賽
2017年起升格為國際一級賽（GI）後，取代有馬紀念多年來的傳統，成為中央競馬的年度最後一場一級賽。但根據賽程，「有馬紀念」會可能安排在中央競馬賽期的最後一天舉行，但不再固定為中央競馬年度最後一場一級賽。「東京大賞典」是日本地方競馬唯一一項獲評為國際一級賽的賽事，並固定於12月29日舉行，因此該賽是日本每年最後一場國際一級賽。

### 年表
- 1984年 - 創立「3歲（現在2歲）雌馬」的JRA GIII賽事「短波電台盃三歲雌馬錦標」，於阪神競馬場草地1600米舉行。
- 1991年 - 賽事條件更改为「3歲（現在2歲）雄馬及閹馬」，途程增至2000米，名稱則改為“短波電台盃三歲馬錦標”
- 1993年 - 列為混合競走，開放予外國產馬參賽。
- 1996年 - 成為「指定交流競走」，開放予地方競馬的馬匹參加。
- 2000年 - 出賽條件更改為「3歲（現在2歲）」。
- 2001年 - 由於國際馬齡顯示標準的變化，參賽條件改為「2歲」，更名為“短波電台盃兩歲馬錦標”。
- 2002年 - 最多允許3匹地方競馬的馬匹參賽。
- 2006年 - 更名為“日經電台盃兩歲馬錦標”。
- 2010年 - 升格為國際三級賽（GIII），允許外國訓練馬參賽。
- 2014年 - 升格為國際二級賽（GII），出賽條件更改為「2歲雄馬及雌馬」，並改於中山競馬場草地2000米舉行，更名為“希望錦標”。
- 2017年 - 升格為國際一級賽（GI）。
- 2023年 - 「蕾麗宮」成為重新開放給予雌馬參賽後，首匹勝出此賽事的雌馬。

## 賽事紀錄
- 最快完成時間：2分00.2秒（2023年/第39屆首名馬匹：蕾麗宮）
- 最大勝出距離：2個馬位（2024年/第41屆首名馬匹：北十字星）
- 勝出最多次數騎師：未有
- 勝出最多次數練馬師：齊藤崇史（共2次：2021年/第38屆絕技及2024年/第41屆北十字星）
- 勝出最多次數馬主：Sunday Racing Co. Ltd.（共3次：2017年/第34屆Time Flyer、2023年/第40屆蕾麗宮及2024年/第41屆北十字星）
- 勝出最多次數種馬：大震撼（共2次：2019年/第36屆鐵鳥翱天及2021年/第38屆絕技））

*此數據僅計算被升格為一級賽後

## 歷屆冠軍
| 屆數   | 日期           | 馬場 | 距離  | 優勝馬             | 性別/年齢 | 所屬   | 時間   | 騎師       | 練馬師     | 馬主                          |
| ------ | -------------- | ---- | ----- | ------------------ | --------- | ------ | ------ | ---------- | ---------- | ----------------------------- |
| 第1回  | 1984年12月9日  | 阪神 | 1600m | Nihon Pillow Vicky | 雌2       | JRA    | 1:35.9 | 河內洋     | 田中耕太郎 | 小林百太郎                    |
| 第2回  | 1985年12月8日  | 阪神 | 1600m | Dyna Campari       | 雌2       | JRA    | 1:37.1 | 樋口弘     | 濱田光正   | Shadai Race Horse Co Ltd      |
| 第3回  | 1986年12月7日  | 阪神 | 1600m | Dokanjo            | 雌2       | JRA    | 1:35.5 | 田島信行   | 池江泰郎   | 新井興業                      |
| 第4回  | 1987年12月13日 | 阪神 | 1600m | Princess Ski       | 雌2       | JRA    | 1:36.6 | 田島良保   | 田中耕太郎 | 奥村清晴                      |
| 第5回  | 1988年12月11日 | 阪神 | 1600m | Tanino Target      | 雌2       | JRA    | 1:36.1 | 小島貞博   | 戶山為夫   | 谷水雄三                      |
| 第6回  | 1989年12月10日 | 阪神 | 1600m | Legacy Wice        | 雌2       | JRA    | 1:35.8 | 武豊       | 坂口正大   | Horse Tajima Co Ltd           |
| 第7回  | 1990年12月22日 | 京都 | 1600m | Isono Roubles      | 雌2       | JRA    | 1:35.0 | 五十嵐忠男 | 清水久雄   | 磯野俊雄                      |
| 第8回  | 1991年12月21日 | 阪神 | 2000m | Northern Conduct   | 雄2       | JRA    | 2:05.9 | 藤田伸二   | 伊藤修司   | Shadai Race Horse Co Ltd      |
| 第9回  | 1992年12月26日 | 阪神 | 2000m | 成田大進           | 雄2       | JRA    | 2:05.8 | 清水英次   | 大久保正陽 | 山路秀則                      |
| 第10回 | 1993年12月25日 | 阪神 | 2000m | Namura Kokuo       | 雄2       | JRA    | 2:05.7 | 上村洋行   | 野村彰彦   | 奈村信重                      |
| 第11回 | 1994年12月24日 | 阪神 | 2000m | Tayasu Tsuyoshi    | 雄2       | JRA    | 2:03.4 | 小島貞博   | 鶴留明雄   | 橫瀬寛一                      |
| 第12回 | 1995年12月23日 | 阪神 | 2000m | 欽點               | 雄2       | JRA    | 2:02.7 | 柏兆雷     | 伊藤雄二   | 太田美實                      |
| 第13回 | 1996年12月21日 | 阪神 | 2000m | 目白光明           | 雄2       | JRA    | 2:03.1 | 松永幹夫   | 淺見國一   | 目白牧場                      |
| 第14回 | 1997年12月20日 | 阪神 | 2000m | Lord Ax            | 雄2       | JRA    | 2:03.8 | 岡部幸雄   | 藤澤和雄   | Lord Horse Club               |
| 第15回 | 1998年12月26日 | 阪神 | 2000m | 愛慕織姬           | 雄2       | JRA    | 2:04.1 | 武豊       | 橋田滿     | 近藤利一                      |
| 第16回 | 1999年12月25日 | 阪神 | 2000m | Rugger Regulus     | 雄2       | JRA    | 2:03.7 | 佐藤哲三   | 大久保正陽 | 奥村啓二                      |
| 第17回 | 2000年12月23日 | 阪神 | 2000m | 愛麗速子           | 雄2       | JRA    | 2:00.8 | 河内洋     | 長濱博之   | 渡邊孝男                      |
| 第18回 | 2001年12月22日 | 阪神 | 2000m | Mega Stardom       | 雄2       | JRA    | 2:03.4 | 渡邊薰彥   | 山本正司   | North Hills Management Co Ltd |
| 第19回 | 2002年12月21日 | 阪神 | 2000m | 豐盈               | 雄2       | JRA    | 2:04.5 | 河内洋     | 橋口弘次郎 | Shadai Race Horse Co Ltd      |
| 第20回 | 2003年12月27日 | 阪神 | 2000m | 大宇宙             | 雄2       | 北海道 | 2:01.6 | 五十嵐冬樹 | 田部和則   | 岡田美佐子                    |
| 第21回 | 2004年12月25日 | 阪神 | 2000m | 赤兔馬             | 雄2       | JRA    | 2:03.5 | 武豊       | 石坂正     | Sunday Racing Co Ltd          |
| 第22回 | 2005年12月24日 | 阪神 | 2000m | 櫻花奇景           | 雄2       | JRA    | 2:01.9 | 安藤勝己   | 友道康夫   | Sakura Commerce Co Ltd        |
| 第23回 | 2006年12月23日 | 阪神 | 2000m | Fusaichi Ho O      | 雄2       | JRA    | 2:02.1 | 安藤勝己   | 松田國英   | 關口房朗                      |
| 第24回 | 2007年12月22日 | 阪神 | 2000m | Subject            | 雄2       | JRA    | 2:07.0 | 柏兆雷     | 池江泰郎   | North Hills Management Co Ltd |
| 第25回 | 2008年12月27日 | 阪神 | 2000m | 宇宙無極           | 雄2       | JRA    | 2:01.7 | 橫山典弘   | 萩原清     | 久米田正明                    |
| 第26回 | 2009年12月26日 | 阪神 | 2000m | 比薩勝駒           | 雄2       | JRA    | 2:01.3 | 武豊       | 角居勝彥   | 市川義美                      |
| 第27回 | 2010年12月25日 | 阪神 | 2000m | 野田詩韻           | 雄2       | JRA    | 2:02.2 | 武豊       | 池江泰郎   | Danox Co Ltd                  |
| 第28回 | 2011年12月24日 | 阪神 | 2000m | 高尚亞當           | 雄2       | JRA    | 2:02.4 | 李慕華     | 石坂正     | Carrot Farm Co Ltd            |
| 第29回 | 2012年12月22日 | 阪神 | 2000m | 神威啟示           | 雄2       | JRA    | 2:05.4 | 福永祐一   | 角居勝彦   | Carrot Farm Co Ltd            |
| 第30回 | 2013年12月21日 | 阪神 | 2000m | 天下唯一           | 雄2       | JRA    | 2:04.3 | 李慕華     | 橋口弘次郎 | 前田幸治                      |
| 第31回 | 2014年12月28日 | 中山 | 2000m | 光亮利驥           | 雄2       | JRA    | 2:01.9 | 川田將雅   | 高野友和   | Carrot Farm Co Ltd            |
| 第32回 | 2015年12月27日 | 中山 | 2000m | Hartley            | 雄2       | JRA    | 2:01.8 | 布文       | 手塚貴久   | Sunday Racing Co Ltd          |
| 第33回 | 2016年12月25日 | 中山 | 2000m | 金之霸             | 雄2       | JRA    | 2:01.3 | 李慕華     | 藤澤和雄   | Carrot Farm Co Ltd            |
| 第34回 | 2017年12月28日 | 中山 | 2000m | Time Flyer         | 雄2       | JRA    | 2:01.4 | 杜滿樂     | 松田國英   | Sunday Racing Co Ltd          |
| 第35回 | 2018年12月28日 | 中山 | 2000m | 農神節慶           | 雄2       | JRA    | 2:01.6 | 杜滿萊     | 中竹和也   | Carrot Farm Co Ltd            |
| 第36回 | 2019年12月28日 | 中山 | 2000m | 鐵鳥翱天           | 雄2       | JRA    | 2:01.4 | 福永祐一   | 矢作芳人   | 前田晉二                      |
| 第37回 | 2020年12月26日 | 中山 | 2000m | 野田小子           | 雄2       | JRA    | 2:02.8 | 川田將雅   | 安田隆行   | Danox Co Ltd                  |
| 第38回 | 2021年12月28日 | 中山 | 2000m | 絕技               | 雄2       | JRA    | 2:00.6 | 橫山武史   | 齊藤崇史   | Carrot Farm Co Ltd            |
| 第39回 | 2022年12月28日 | 中山 | 2000m | 盡得真傳           | 雄2       | JRA    | 2:01.5 | 毛振鵬     | 池添學     | Three H Racing Co Ltd         |
| 第40回 | 2023年12月28日 | 中山 | 2000m | 蕾麗宮             | 雌2       | JRA    | 2:00.2 | 李慕華     | 木村哲也   | Sunday Racing Co Ltd          |
| 第41回 | 2024年12月28日 | 中山 | 2000m | 北十字星           | 雄2       | JRA    | 2:00.5 | 北村友一   | 齊藤崇史   | Sunday Racing Co Ltd          |

## 來自戰線
以下列表列出獲得自引入分級制以來，歷屆冠軍上次出賽賽事及上次勝出賽事：
| 詳細戰線列表 |                    |                           |         |        |                    |         |
| 年份         | 馬匹               | 上次出賽賽事              | 級別    | 名次   | 上次勝出賽事       | 級別    |
| 1984         | Nihon Pillow Vicky | 每日盃三歲錦標            | GII     | 亞軍   | 黃菊賞             | 400萬下 |
| 1985         | Dyna Campari       | 福島三歲錦標              | OP      | 第8名  | 3歲（現2歲）新馬   | 新馬    |
| 1986         | Dokanjo            | 3歲（現2歲）新馬          | 新馬    | 冠軍   | 同左               | 同左    |
| 1987         | Princess Ski       | 3歲（現2歲）未勝利        | 未勝利  | 冠軍   | 同左               | 同左    |
| 1988         | Tanino Target      | 3歲（現2歲）新馬          | 新馬    | 冠軍   | 同左               | 同左    |
| 1989         | Legacy Wice        | 3歲（現2歲）新馬          | 新馬    | 冠軍   | 同左               | 同左    |
| 1990         | Isono Roubles      | 3歲（現2歲）抽選馬特別    | 500萬下 | 冠軍   | 同左               | 同左    |
| 1991         | Northern Conduct   | 歐石楠賞                  | 500萬下 | 冠軍   | 同左               | 同左    |
| 1992         | 成田大進           | 千兩賞                    | 500萬下 | 亞軍   | 3歲（現2歲）未勝利 | 未勝利  |
| 1993         | Namura Kokuo       | 3歲（現2歲）500萬獎金以下 | 500萬下 | 冠軍   | 同左               | 同左    |
| 1994         | Tayasu Tsuyoshi    | 歐石楠賞                  | 500萬下 | 冠軍   | 同左               | 同左    |
| 1995         | 欽點               | 3歲（現2歲）新馬          | 新馬    | 冠軍   | 同左               | 同左    |
| 1996         | 目白光明           | 每日盃三歲錦標            | GII     | 亞軍   | 3歲（現2歲）新馬   | 新馬    |
| 1997         | Lord Ax            | 葉牡丹賞                  | 500萬下 | 冠軍   | 同左               | 同左    |
| 1998         | 愛慕織姬           | 歐石楠賞                  | 500萬下 | 冠軍   | 同左               | 同左    |
| 1999         | Rugger Regulus     | 朝日盃三歲錦標            | GIII    | 第7名  | 野路菊錦標         | OP      |
| 2000         | 愛麗速子           | 3歲（現2歲）新馬          | 新馬    | 冠軍   | 同左               | 同左    |
| 2001         | Mega Stardom       | 2歲500萬獎金以下          | 500萬下 | 亞軍   | 2歲未勝利          | 未勝利  |
| 2002         | 豐盈               | 京都兩歲錦標              | OP      | 亞軍   | 2歲新馬            | 新馬    |
| 2003         | 大宇宙             | 百日草特別                | 500萬下 | 冠軍   | 同左               | 同左    |
| 2004         | 赤兔馬             | 京都兩歲錦標              | OP      | 亞軍   | 2歲新馬            | 新馬    |
| 2005         | 櫻花奇景           | 歐石楠賞                  | 500萬下 | 冠軍   | 同左               | 同左    |
| 2006         | Fusaichi Ho O      | 東京體育盃兩歲錦標        | GIII    | 冠軍   | 同左               | 同左    |
| 2007         | Subject            | 朝日盃未來錦標            | JpnI    | 第13名 | 2歲新馬            | 新馬    |
| 2008         | 宇宙無極           | 札幌兩歲錦標              | JpnIII  | 冠軍   | 同左               | 同左    |
| 2009         | 比薩勝駒           | 京都兩歲錦標              | OP      | 冠軍   | 同左               | 同左    |
| 2010         | 野田詩韻           | 京都兩歲錦標              | OP      | 季軍   | 2歲新馬            | 新馬    |
| 2011         | 高尚亞當           | 2歲新馬                   | 新馬    | 冠軍   | 同左               | 同左    |
| 2012         | 神威啟示           | 京都兩歲錦標              | OP      | 冠軍   | 同左               | 同左    |
| 2013         | 天下唯一           | 東京體育盃兩歲錦標        | GIII    | 第6名  | 2歲未勝利          | 未勝利  |
| 2014         | 光亮利驥           | 2歲新馬                   | 新馬    | 冠軍   | 同左               | 同左    |
| 2015         | Hartley            | 2歲新馬                   | 新馬    | 冠軍   | 同左               | 同左    |
| 2016         | 金之霸             | 葉牡丹賞                  | 500萬下 | 冠軍   | 同左               | 同左    |
| 2017         | Time Flyer         | 京都兩歲錦標              | GIII    | 亞軍   | 萩錦標             | OP      |
| 2018         | 農神節慶           | 萩錦標                    | OP      | 冠軍   | 同左               | 同左    |
| 2019         | 鐵鳥翱天           | 東京體育盃兩歲錦標        | GIII    | 冠軍   | 同左               | 同左    |
| 2020         | 野田小子           | 東京體育盃兩歲錦標        | GIII    | 冠軍   | 同左               | 同左    |
| 2021         | 絕技               | 萩錦標                    | L       | 亞軍   | 2歲未勝利          | 未勝利  |
| 2022         | 盡得真傳           | 東京體育盃兩歲錦標        | GII     | 殿軍   | 2歲未勝利          | 未勝利  |
| 2023         | 蕾麗宮             | 常春藤錦標                | L       | 季軍   | 2歲新馬            | 新馬    |
| 2024         | 北十字星           | 東京體育盃兩歲錦標        | GII     | 冠軍   | 同左               | 同左    |

## 圖輯

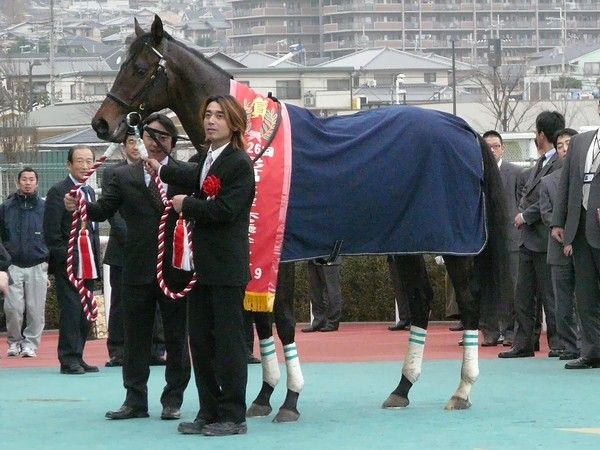
2009年日經電台盃兩歲馬錦標冠軍「比薩勝駒」
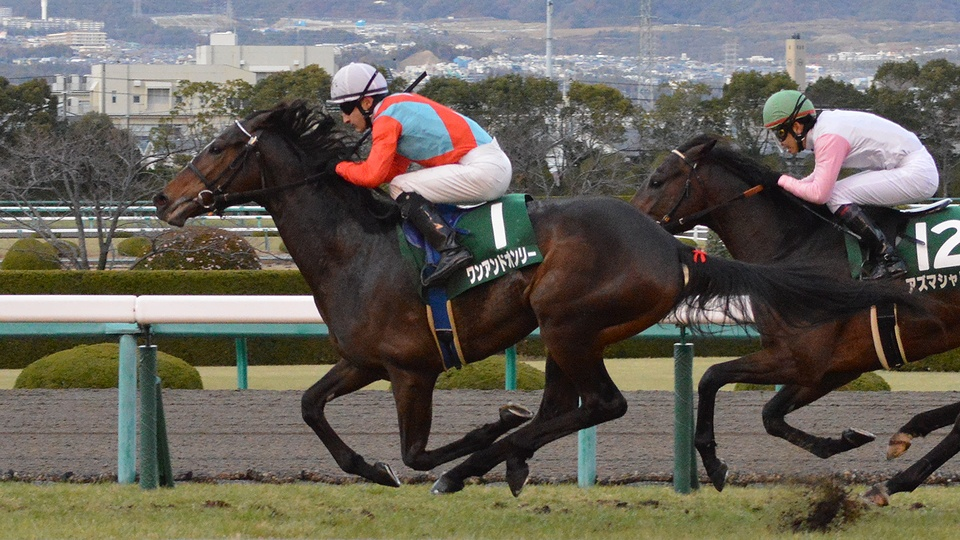
2013年日經電台盃兩歲馬錦標冠軍「天下唯一」
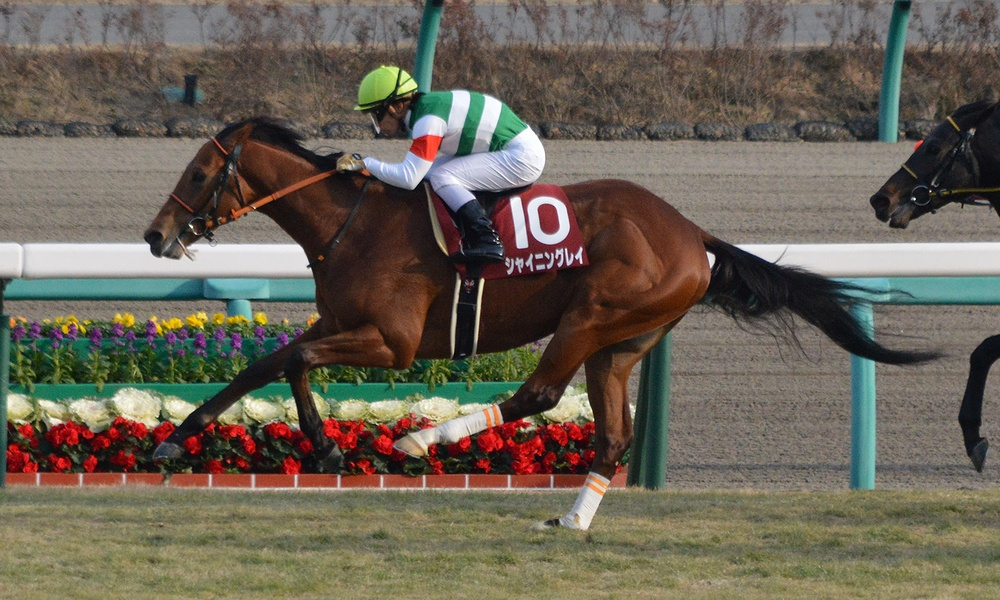
2014年冠軍「光亮利驥」
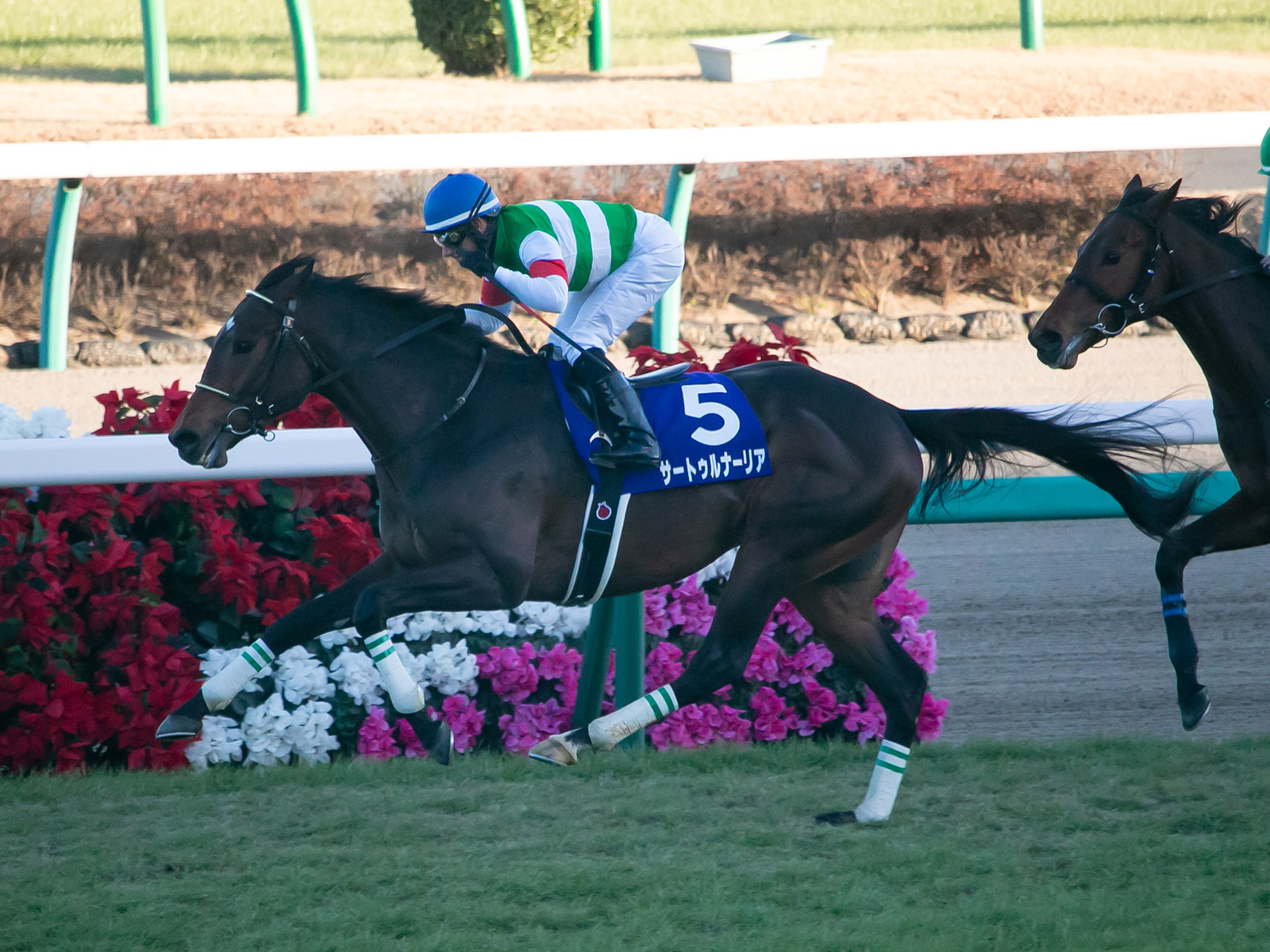
2018年冠軍「農神節慶」
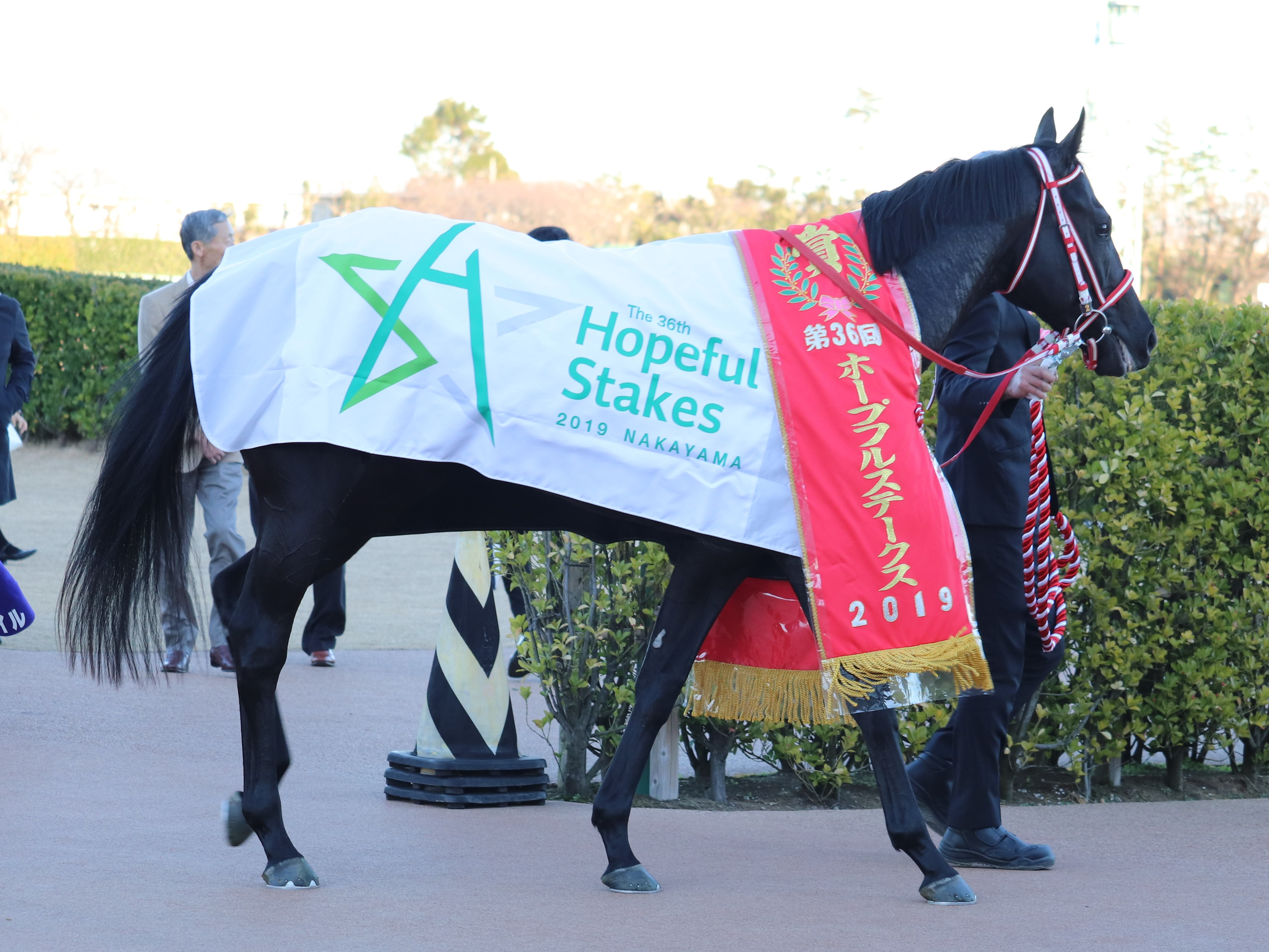
2019年冠軍「鐵鳥翱天」
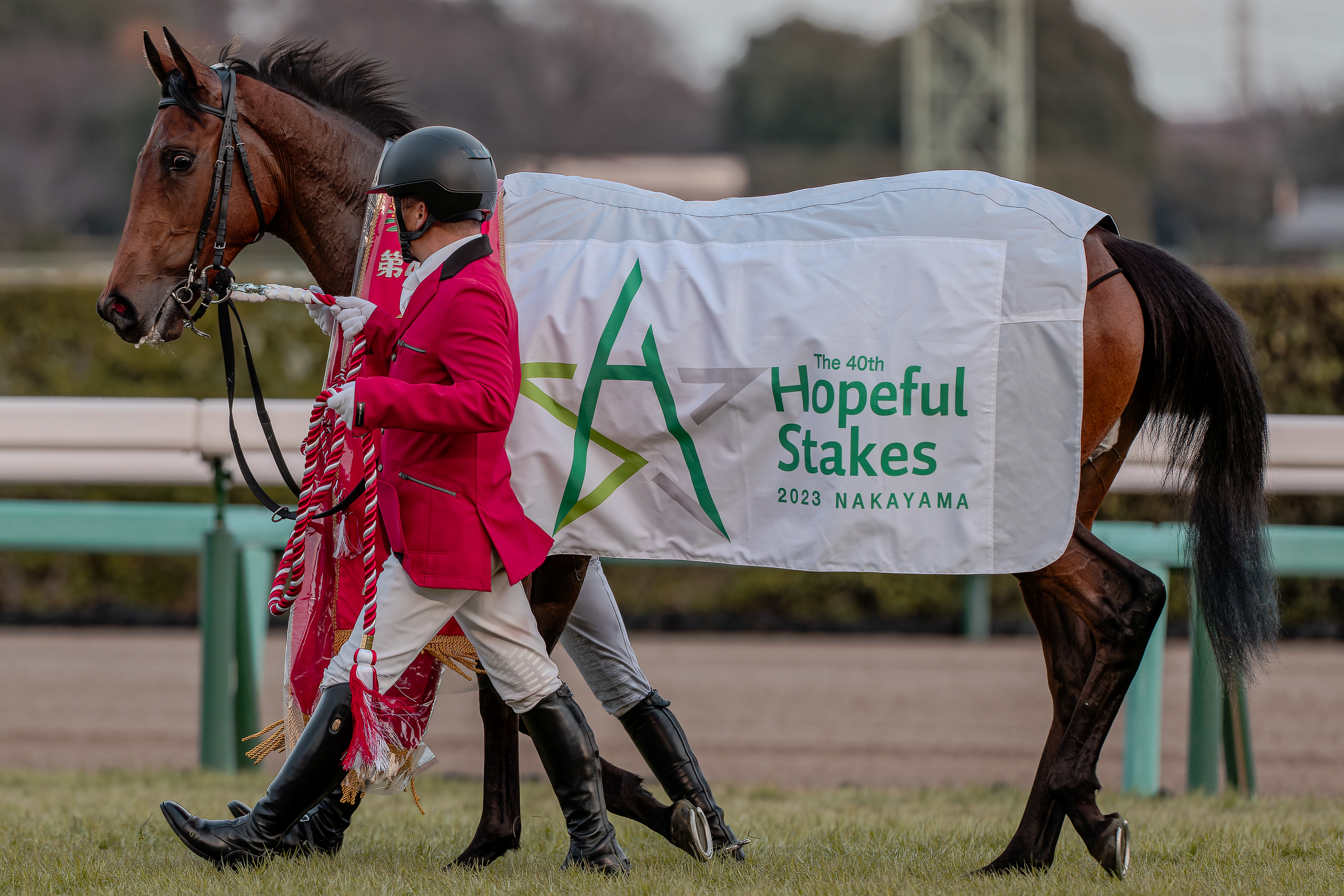
2023年冠軍「蕾麗宮」
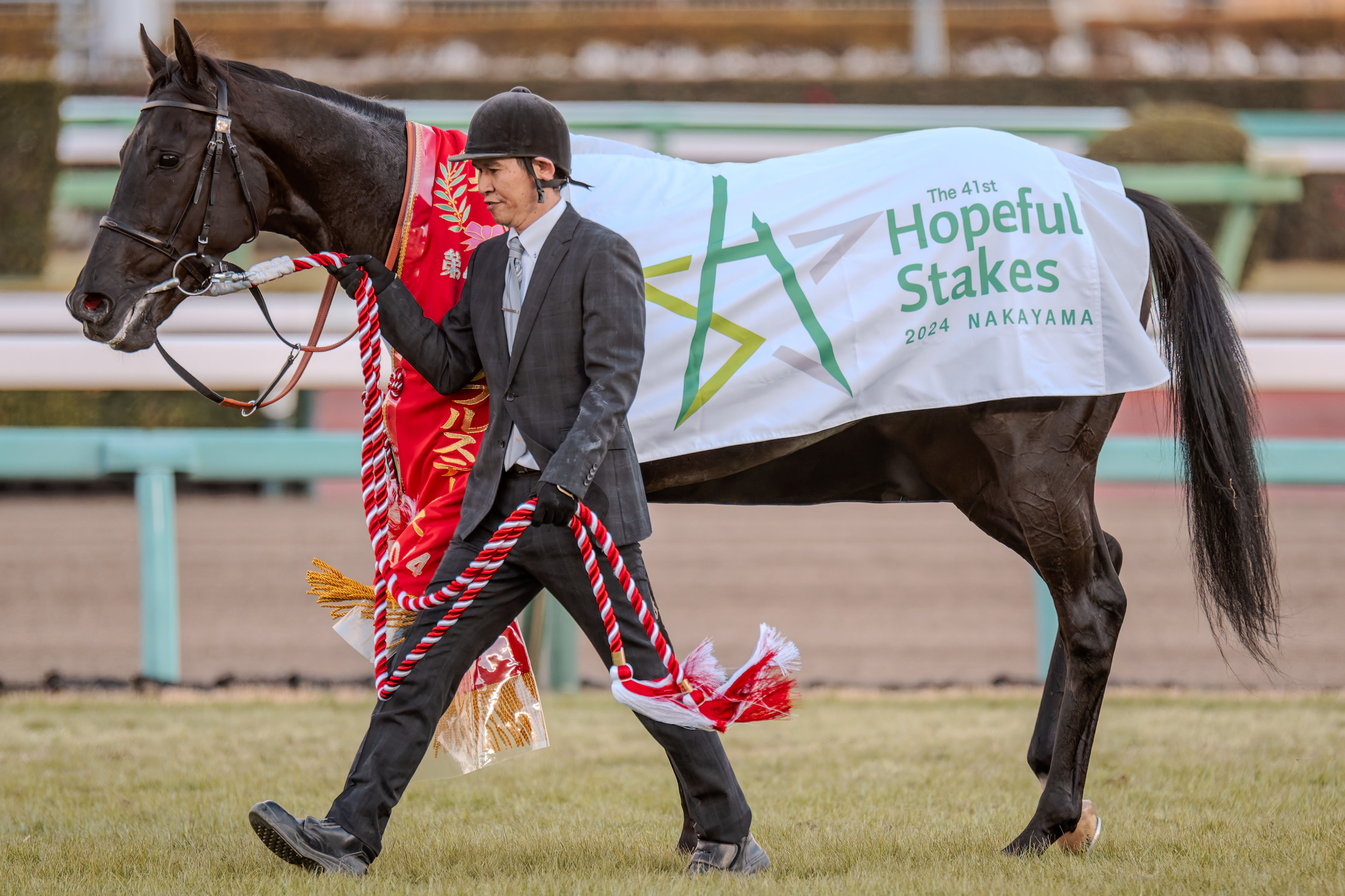
2024年冠軍「北十字星」

## 外部連結
- Horse Racing in Japan （页面存档备份，存于）